# HMCS Sioux
Lo HMCS Sioux (pennant number R64) fu un cacciatorpediniere della Royal Canadian Navy, appartenente alla classe U ed entrato in servizio nel marzo 1944.
Attiva durante la seconda guerra mondiale, l'unità partecipò alle operazioni belliche nelle acque dell'Europa nordoccidentale, prendendo parte in particolare allo sbarco in Normandia e alle incursioni contro il traffico nemico nelle acque della Norvegia. Nel dopoguerra svolse, tra il 1950 e il 1955, tre turni di servizio operativo nelle acque della penisola coreana durante gli eventi della guerra di Corea. Radiata dal servizio nel 1963, la nave fu infine avviata alla demolizione nel 1965.

## Storia
Ordinata dalla Royal Navy britannica il 1º settembre 1941 ai cantieri navali della J. Samuel White di Cowes in Inghilterra, la nave venne impostata il 31 ottobre 1942 e quindi varata il 14 settembre 1943 con il nome di HMS Vixen; prima del completamento la nave venne trasferita, il 21 febbraio 1944, in forza alla Royal Canadian Navy, entrando quindi in servizio il 5 marzo seguente con il nuovo nome di HMCS Sioux, in onore dell'onomina popolazione di nativi nordamericani. Il cacciatorpediniere fu quindi trasferito nella base di Scapa Flow e messo in forza alla 26th Destroyer Flotilla della Home Fleet britannica. Il 30 marzo il Sioux partecipò alla sua prima sortita operativa, scortando un'incursione delle portaerei della Home Fleet contro l'ancoraggio della nave da battaglia tedesca Tirpitz in Norvegia (operazione Tungsten); tra il 13 aprile e il 9 maggio il cacciatorpediniere scortò altre tre incursioni delle portaerei britanniche a caccia di convogli tedeschi lungo la costa norvegese ma senza far registrate contatti diretti con il nemico, per poi essere riassegnato alle forze navali in ammassamento in vista del progettato sbarco in Normandia. Il 6 giugno 1944 il Sioux appoggiò quindi con i suoi cannoni lo sbarco dei reparti canadesi su Juno Beach, per poi continuare a operare nei giorni seguenti al largo della testa di ponte alleata in Normandia in missioni di pattugliamento e supporto di fuoco.
Ai primi di luglio 1944 il Sioux fu rimandato a Scapa Flow per riprendere le operazioni al largo della Norvegia con la Home Fleet: tra il 14 e il 19 luglio scortò una nuova incursione aeronavale contro l'ancoraggio della Tirpitz (operazione Mascot), mentre tra l'8 e l'11 agosto partecipò a una missione di posa di mine navali lungo le coste norvegesi (operazione Offspring). A partire dal 17 settembre il Sioux fu impegnato nelle missioni di scorta ai convogli mercantili lungo la "rotta artica" tra il Regno Unito e il nord della Russia: fino al marzo 1945 il cacciatorpediniere avrebbe scortato un totale di otto convogli sulla rotta artica. Le missioni di protezione del traffico mercantile furono alternate a nuove incursioni contro il traffico navale tedesco in Norvegia in compagnia delle unità della Home Fleet, con cinque missioni portate a termine tra ottobre e dicembre 1944.
Rientrato a Scapa Flow da una missione di scorta a un convoglio artico il 30 marzo 1945, il Sioux salpò il 6 aprile seguente per raggiungere Halifax in Canada e sottoporsi a un ciclo di lavori di manutenzione nei locali cantieri navali; la nave era ancora ferma in cantiere quando, nell'agosto 1945, la seconda guerra mondiale ebbe termine. Dopo il rientro in servizio, nel novembre 1945 il cacciatorpediniere fu spostato nella base di Esquimalt sulla costa canadese dell'oceano Pacifico servendo in ruoli di addestramento; il 27 febbraio 1946 la nave fu ritirata dal servizio attivo e posta in riserva a Esquimalt. Dopo un ciclo di grandi lavori di manutenzione e ammodernamento, il Sioux tornò in servizio nel 1950. Dopo lo scoppio della guerra di Corea il 25 giugno 1950, il cacciatorpediniere lasciò Esquimalt il 5 luglio per unirsi alle forze navali delle Nazioni Unite in azione nelle acque coreane contro la Corea del Nord; arrivato in zona di operazioni il 30 luglio, il Sioux operò con le unità alleate in missioni di pattugliamento, scorta e supporto di fuoco al largo della penisola coreana, rientrando a Esquimalt il 4 febbraio 1951. Negli anni seguenti il Sioux tornò altre due volte nelle acque coreane per ulteriori missioni operative: tra l'8 aprile 1951 e l'8 marzo 1952, e tra il 7 novembre 1954 e il 24 settembre 1955.
Concluse le operazioni in Corea il Sioux riprese con le missioni di addestramento nelle acque di casa, spingendosi per esercitazioni anche nelle acque del Mar dei Caraibi e dell'Europa nordoccidentale. La nave fu infine ritirata dal servizio il 30 ottobre 1963 e posta in riserva ad Halifax; lo scafo fu infine venduto per la demolizione nel 1965, venendo trainato a La Spezia il 28 agosto per essere smantellato nei locali cantieri navali